# Molgula eugyroides
Molgula eugyroides är en sjöpungsart som beskrevs av Traustedt 1883. Molgula eugyroides ingår i släktet Molgula och familjen kulsjöpungar. Inga underarter finns listade i Catalogue of Life.